# Élections régionales de 2019 en Thuringe
Les élections régionales de 2019 en Thuringe (en allemand : Landtagswahl im Thüringen 2019) se tiennent le 27 octobre 2019, afin d'élire les 88 députés de la 7e législature du Landtag, pour un mandat de cinq ans. Du fait des résultats et en application de la loi électorale, 90 députés sont finalement élus.
Ce scrutin intervient au bout de cinq ans de gouvernement rouge-rouge-vert de Bodo Ramelow, qui a conduit pour la première fois la gauche radicale à assumer la direction d'un exécutif régional. Le résultat des urnes voit Die Linke arriver en tête, remportant pour la première fois de son histoire une élection régionale, tandis que l'Union chrétienne-démocrate d'Allemagne (CDU), dont la Thuringe a été un bastion pendant deux décennies, termine troisième.
Plus de trois mois plus tard, le libéral Thomas Kemmerich est investi à la surprise générale ministre-président après avoir bénéficié du soutien de l'Alternative pour l'Allemagne (AfD), brisant le tabou établi depuis 1945 sur l'absence de collaboration avec les partis d'extrême droite. Kemmerich démissionne au bout de 24 h, et Bodo Ramelow lui succède quatre semaines plus tard.

## Contexte
Le précédent scrutin en 2014 voit la victoire de la CDU, qui renforce sa majorité relative. Christine Lieberknecht cède toutefois le pouvoir à Bodo Ramelow, investi ministre-président à la tête d'une « coalition rouge-rouge-verte ».
Les élections européennes de 2019 voient la CDU conserver sa première place dans la région, bien qu'étant en recul et ne recueillant que 24,7 % des suffrages. L'AfD bondit en deuxième position avec 22,5 %, alors que Die Linke et le SPD reculent fortement, atteignant respectivement la troisième et la quatrième place.
Les élections régionales en Saxe et en Brandebourg du 1er septembre 2019 voient la tendance des élections européennes se confirmer : forte montée de l'AfD et légère poussée des Grünen, tandis que les autres principaux partis s'écroulent.
Moins d'un mois avant le scrutin, le 9 octobre 2019, survient l'attentat de Halle, au cours duquel un terroriste d'extrême droite tue deux personnes. Plusieurs hommes politiques, notamment de la CDU et du SPD, accusent l'AfD d'avoir une responsabilité intellectuelle dans cette attaque, à la suite de déclarations faites par des membres du parti. L'AfD accuse ses adversaires d'instrumentaliser l’événement pour l'attaquer avec des déclarations de ses membres sorties de leur contexte.

## Mode de scrutin
Le Landtag est constitué de 88 députés (en allemand : Mitglied des Landtags, MdL), élus pour une législature de cinq ans au suffrage universel direct et suivant le scrutin proportionnel de Hare/Niemayer.
Chaque électeur dispose de deux voix : la première (Wahlkreisstimme) lui permet de voter pour un candidat de sa circonscription selon les modalités du scrutin uninominal majoritaire à un tour, le Land comptant un total de 44 circonscriptions ; la seconde voix (Landesstimme) lui permet de voter en faveur d'une liste de candidats présentée par un parti au niveau du Land.
Lors du dépouillement, l'intégralité des 88 sièges est répartie proportionnellement aux secondes voix entre les partis ayant remporté au moins 5 % des suffrages exprimés au niveau du Land. Si un parti a remporté des mandats au scrutin uninominal, ses sièges sont d'abord pourvus par ceux-ci.
Dans le cas où un parti obtient plus de mandats au scrutin uninominal que la proportionnelle ne lui en attribue, il conserve ces mandats supplémentaires et la taille du Landtag est augmentée par des mandats complémentaires distribués aux autres partis pour rétablir une composition proportionnelle aux secondes voix.

## Campagne

### Principaux partis
| Parti | Parti                                                                              | Idéologie                                                                   | Chef de file                                | Résultat en 2014           |
| ----- | ---------------------------------------------------------------------------------- | --------------------------------------------------------------------------- | ------------------------------------------- | -------------------------- |
|       | Union chrétienne-démocrate d'Allemagne Christlich Demokratische Union Deutschlands | Centre droit Démocratie chrétienne, libéral-conservatisme                   | Mike Mohring (de)                           | 33,5 % des voix 34 députés |
|       | Die Linke                                                                          | Extrême gauche à gauche Socialisme démocratique, anticapitalisme, populisme | Bodo Ramelow (Ministre-président)           | 28,2 % des voix 28 députés |
|       | Parti social-démocrate d'Allemagne Sozialdemokratische Partei Deutschlands         | Centre gauche Social-démocratie, troisième voie, progressisme               | Wolfgang Tiefensee (Ministre de l'Économie) | 12,4 % des voix 12 députés |
|       | Alternative pour l'Allemagne Alternative für Deutschland                           | Droite à extrême droite Euroscepticisme, national-conservatisme, populisme  | Björn Höcke                                 | 10,6 % des voix 11 députés |
|       | Alliance 90 / Les Verts Bündnis 90/Die Grünen                                      | Centre gauche Écologie politique, progressisme                              | Anja Siegesmund (de) et Dirk Adams (de)     | 5,7 % des voix 6 députés   |
|       | Parti libéral-démocrate Freie Demokratische Partei                                 | Centre droit à droite Libéralisme, libéralisme économique                   | Thomas Kemmerich                            | 2,5 % des voix 0 député    |

### Sondages
Pour des raisons techniques, il est temporairement impossible d'afficher le graphique qui aurait dû être présenté ici.

| Institut            | Date       | CDU    | SPD    | Grünen | FDP   | Linke  | AfD    |
| ------------------- | ---------- | ------ | ------ | ------ | ----- | ------ | ------ |
| Institut            | Date       |        |        |        |       |        |        |
| FG Wahlen           | 24/10/2019 | 26 %   | 9 %    | 5 %    | 5 %   | 28 %   | 21 %   |
| INSA                | 24/10/2019 | 24 %   | 9 %    | 8 %    | 5 %   | 28 %   | 24 %   |
| FG Wahlen           | 17/10/2019 | 26 %   | 9 %    | 8 %    | 5 %   | 27 %   | 20 %   |
| INSA                | 26/09/2019 | 23 %   | 9 %    | 9 %    | 4 %   | 29 %   | 24 %   |
| Infratest dimap     | 16/09/2019 | 22 %   | 7 %    | 7 %    | 5 %   | 28 %   | 25 %   |
| INSA                | 22/08/2019 | 24 %   | 8 %    | 11 %   | 4 %   | 26 %   | 21 %   |
| Infratest dimap     | 30/07/2019 | 21 %   | 8 %    | 11 %   | 5 %   | 25 %   | 24 %   |
| INSA                | 27/06/2019 | 26 %   | 10 %   | 10 %   | 5 %   | 24 %   | 20 %   |
| INSA                | 30/05/2019 | 26 %   | 11 %   | 8 %    | 5 %   | 25 %   | 20 %   |
| INSA                | 25/04/2019 | 27 %   | 10 %   | 7 %    | 6 %   | 25 %   | 19 %   |
| Infratest dimap     | 26/03/2019 | 28 %   | 11 %   | 8 %    | 5 %   | 24 %   | 20 %   |
| INSA                | 26/03/2019 | 27 %   | 10 %   | 8 %    | 5 %   | 24 %   | 20 %   |
| INSA                | 09/11/2018 | 23 %   | 12 %   | 12 %   | 6 %   | 22 %   | 22 %   |
| Infratest dimap     | 28/08/2018 | 30 %   | 10 %   | 6 %    | 5 %   | 22 %   | 23 %   |
| INSA                | 02/06/2018 | 31 %   | 10 %   | 6 %    | 5 %   | 26 %   | 18 %   |
| INSA                | 23/02/2018 | 32 %   | 10 %   | 7 %    | 5 %   | 24 %   | 18 %   |
| INSA                | 23/10/2017 | 31 %   | 13 %   | 4 %    | 7 %   | 20 %   | 20 %   |
| INSA                | 04/08/2017 | 37 %   | 11 %   | 4 %    | 5 %   | 22 %   | 18 %   |
| INSA                | 22/06/2017 | 37 %   | 10 %   | 5 %    | 4 %   | 27 %   | 13 %   |
| INSA                | 14/04/2017 | 33 %   | 15 %   | 5 %    | 4 %   | 22 %   | 19 %   |
| INSA                | 02/12/2016 | 31 %   | 13 %   | 6 %    | 4 %   | 23 %   | 20 %   |
| Infratest dimap     | 22/11/2016 | 32 %   | 12 %   | 6 %    | 3 %   | 23 %   | 21 %   |
| Dernières élections | 14/09/2014 | 33,5 % | 12,4 % | 5,7 %  | 2,5 % | 28,2 % | 10,6 % |

## Résultats

### Voix et sièges
|                          |                                                            |                                                            |                  |                  |                  |                  |           |        |        |              |               |  |  |  |
| Partis                   | Partis                                                     | Partis                                                     | Circonscriptions | Circonscriptions | Circonscriptions | Circonscriptions | Listes    | Listes | Listes | Total sièges | +/−           |  |  |  |
| Partis                   | Partis                                                     | Partis                                                     | Votes            | %                | Sièges           | +/−              | Votes     | %      | Sièges | Total sièges | +/−           |  |  |  |
|                          | Die Linke (Linke)                                          | Die Linke (Linke)                                          | 283 589          | 25,78            | 11               | 2                | 343 780   | 31,02  | 18     | 29           | 1             |  |  |  |
|                          | Alternative pour l'Allemagne (AfD)                         | Alternative pour l'Allemagne (AfD)                         | 242 221          | 22,02            | 11               | 11               | 259 382   | 23,40  | 11     | 22           | 11            |  |  |  |
|                          | Union chrétienne-démocrate d'Allemagne (CDU)               | Union chrétienne-démocrate d'Allemagne (CDU)               | 299 438          | 27,22            | 21               | 13               | 241 049   | 21,75  | 0      | 21           | 13            |  |  |  |
|                          | Parti social-démocrate d'Allemagne (SPD)                   | Parti social-démocrate d'Allemagne (SPD)                   | 119 185          | 10,83            | 1                | en stagnation    | 90 987    | 8,21   | 7      | 8            | 4             |  |  |  |
|                          | Alliance 90 / Les Verts (Grünen)                           | Alliance 90 / Les Verts (Grünen)                           | 71 682           | 6,52             | 0                | en stagnation    | 57 474    | 5,19   | 5      | 5            | 1             |  |  |  |
|                          | Parti libéral-démocrate (FDP)                              | Parti libéral-démocrate (FDP)                              | 59 047           | 5,36             | 0                | en stagnation    | 55 493    | 5,01   | 5      | 5            | 5             |  |  |  |
|                          | Die PARTEI                                                 | Die PARTEI                                                 | 0                | 0,00             | 0                | en stagnation    | 12 524    | 1,13   | 0      | 0            | en stagnation |  |  |  |
|                          | Parti d'action pour le bien-être animal (TIERSCHUTZ hier!) | Parti d'action pour le bien-être animal (TIERSCHUTZ hier!) | NC               | NC               | NC               | NC               | 11 936    | 1,07   | 0      | 0            | en stagnation |  |  |  |
|                          | Parti national-démocrate d'Allemagne (NPD)                 | Parti national-démocrate d'Allemagne (NPD)                 | 0                | 0,00             | 0                | en stagnation    | 6 044     | 0,55   | 0      | 0            | en stagnation |  |  |  |
|                          | Autres partis                                              | Autres partis                                              | 24 878           | 2,26             | 0                | -                | 29 719    | 2,68   | 0      | 0            | en stagnation |  |  |  |
|                          |                                                            |                                                            |                  |                  |                  |                  |           |        |        |              |               |  |  |  |
| Votes valides            | Votes valides                                              | Votes valides                                              | 1 100 040        | 98,06            |                  |                  | 1 108 388 | 98,80  |        |              |               |  |  |  |
| Votes blancs et nuls     | Votes blancs et nuls                                       | Votes blancs et nuls                                       | 21 774           | 1,94             | 13 426           | 1,20             |           |        |        |              |               |  |  |  |
| Total                    | Total                                                      | Total                                                      | 1 121 814        | 100              | 44               | en stagnation    | 1 121 814 | 100    | 46     | 90           | 1             |  |  |  |
| Abstentions              | Abstentions                                                | Abstentions                                                | 607 428          | 35,13            |                  |                  | 607 428   | 35,13  |        |              |               |  |  |  |
| Inscrits / participation | Inscrits / participation                                   | Inscrits / participation                                   | 1 729 242        | 64,87            | 1 729 242        | 64,87            |           |        |        |              |               |  |  |  |

### Analyse

#### Sociologique
| Catégorie                      | Linke | AfD  | CDU  | SPD  | Grünen | FDP |
| ------------------------------ | ----- | ---- | ---- | ---- | ------ | --- |
| Catégorie                      |       |      |      |      |        |     |
| Sexe                           |       |      |      |      |        |     |
| Hommes                         | 29 %  | 29 % | 20 % | 8 %  | 5 %    | 5 % |
| Femmes                         | 33 %  | 18 % | 24 % | 9 %  | 6 %    | 5 % |
| Âge                            |       |      |      |      |        |     |
| Moins de 30 ans                | 23 %  | 25 % | 13 % | 7 %  | 11 %   | 7 % |
| 30-44 ans                      | 22 %  | 29 % | 22 % | 6 %  | 6 %    | 6 % |
| 45-59 ans                      | 28 %  | 28 % | 22 % | 7 %  | 6 %    | 5 % |
| Plus de 60 ans                 | 41 %  | 16 % | 24 % | 11 % | 3 %    | 4 % |
| Statut                         |       |      |      |      |        |     |
| Ouvrier                        | 31 %  | 29 % | 21 % | 7 %  | 3 %    | 4 % |
| Employé                        | 34 %  | 19 % | 21 % | 9 %  | 6 %    | 5 % |
| Fonctionnaire                  | 28 %  | 14 % | 28 % | 11 % | 7 %    | 7 % |
| Indépendant                    | 22 %  | 26 % | 29 % | 6 %  | 6 %    | 7 % |
| Études                         |       |      |      |      |        |     |
| Hauptschulabschluss            | 25 %  | 30 % | 28 % | 10 % | 2 %    | 3 % |
| Mittlere Reife                 | 27 %  | 30 % | 21 % | 7 %  | 4 %    | 5 % |
| Abitur (baccalauréat)          | 30 %  | 22 % | 20 % | 7 %  | 9 %    | 5 % |
| Hochschulabschluss (supérieur) | 40 %  | 10 % | 20 % | 10 % | 9 %    | 8 % |

### Conséquences
Le 5 février 2020, Thomas Kemmerich, président du groupe parlementaire du Parti libéral-démocrate (FDP), soutenu par l'Union chrétienne-démocrate d'Allemagne (CDU) et l'Alternative pour l'Allemagne (AfD), est élu ministre-président de Thuringe au troisième tour de scrutin, battant le sortant Bodo Ramelow de Die Linke de seulement une voix.
Moins de vingt-quatre heures après le vote Thomas Kemmerich démissionne le jeudi 6 février 2020 de ses fonctions, et demande la dissolution du Landtag, ce qui ouvrirait la voie à un nouveau scrutin régional. Le 21 février 2020, le SPD, la CDU, Die Linke et les Verts s'accordent sur la tenue d'élections anticipées le 25 avril 2021. À la suite d'un nouveau vote d'investiture le 4 mars 2020, Bodo Ramelow est réélu ministre-président et reforme un gouvernement rouge-rouge-vert, désormais minoritaire.
La perspective d'un scrutin anticipé est cependant écartée en juillet 2021, en raison de la défection de deux parlementaires de la CDU opposés à la dissolution et de l'opposition des Grünen à un tel scenario, ce qui permet au gouvernement minoritaire de se maintenir au pouvoir.